# ブラガンサ県
ブラガンサ県（ブラカンザけん、Distrito de Bragança）は、ポルトガルの県の1つ。ポルトガルの国土の裁縫東端に位置し、北はスペインのガリシア州のオウレンセ県と北東部はスペインのカスティーリャ・イ・レオン州のサモーラ県と、東はカスティーリャ・イ・レオン州のサラマンカ県と接する。そして西はヴィラ・レアル県と、南はグアルダ県と接する。県都は、ブラガンサ。
ブラガンサ県には、12の地方自治体がある。
- アルファンデガ・ダ・フェpt:Alfândega da Fé
- ブラガンサ - 県都
- カラゼダ・デ・アンシアインスpt:Carrazeda de Ansiães
- フレイショ・デ・エスパーダ・ア・シンタpt:Freixo de Espada à Cinta
- マセド・デ・カヴァレイロスpt:Macedo de Cavaleiros
- ミランダ・ド・ドウロ（pt:Miranda do Douro）
- ミランデーラ（pt:Mirandela）
- モガドウロpt:Mogadouro
- トレ・デ・モンコルヴォpt:Torre de Moncorvo
- ヴィラ・フロールpt:Vila Flor
- ヴィミオーゾpt:Vimioso
- ヴィニャイスpt:Vinhais